# Такао (станция, Токио)
Станция Такао (яп. 高尾駅 такао эки) — железнодорожная станция на линиях Тюо и Такао, расположенная в городе Хатиодзи. Это последняя большая станция в Токио на западном направлении линии Тюо, служащая конечной станцией для многих как местных, так и скорых поездов. Также это конечная станция для поездов линии Narita Express.

## Планировка станции

### JR
На станции JR две платформы островного типа.
| 1    | ■Линия Тюо(Скорая) | до станций Хатиодзи, Татикава, Синдзюку и Токио |
| 2～4 | ■Линия Тюо(Скорая) | до станций Хатиодзи, Татикава, Синдзюку и Токио |
| 2～4 | ■Линия Тюо         | до станций Оцуки, Кофу и Кобутидзава            |

### Кэйо
| 5 | ■ Линия Такао | Китано ・ Такахатафудо ・ Футю ・ Тёфу ・ Мэйдаймаэ ・ Сасадзука ・ Синдзюку ・(Новая Линия Кэйо) Синдзюку ・(Линия Синдзюку) Итигая ・ Мотоявата |
| 6 | ■ Линия Такао | Такаосангути |

## Вокруг станции

### Северный выход
- Японское национальное шоссе № 20 (бывший Кайский путь)
- Императорское кладбище (Хатиодзи)
- Научный лесопарк Тама (яп.)
- Женский университет Киорицу (共立女子大学)
- Городское кладбище Хатиодзи
- Токийское кладбище
- Кладбище Такао

## Близлежащие станции
| «                 | «                 | Вид обслуживания  | »                 | »                 |
| Линия Тюо(Скорая) | Линия Тюо(Скорая) | Линия Тюо(Скорая) | Линия Тюо(Скорая) | Линия Тюо(Скорая) |
| ----------------- | ----------------- | ----------------- | ----------------- | ----------------- |
| Ниси-Хатиодзи     | Ниси-Хатиодзи     | Local             | Сагамико          | Сагамико          |
| Ниси-Хатиодзи     | Ниси-Хатиодзи     | Rapid             | Сагамико          | Сагамико          |
| Хатиодзи          | Хатиодзи          | Ltd. Rapid        | Сагамико          | Сагамико          |
| Линия Тюо         |                   |                   |                   |                   |
| Ниси-Хатиодзи     | Ниси-Хатиодзи     | Local             | Сагамико          | Сагамико          |
| Линия Такао       |                   |                   |                   |                   |
| Хадзама           | Хадзама           | Local             | Такаосангути      | Такаосангути      |